# Kabinett Hrojsman

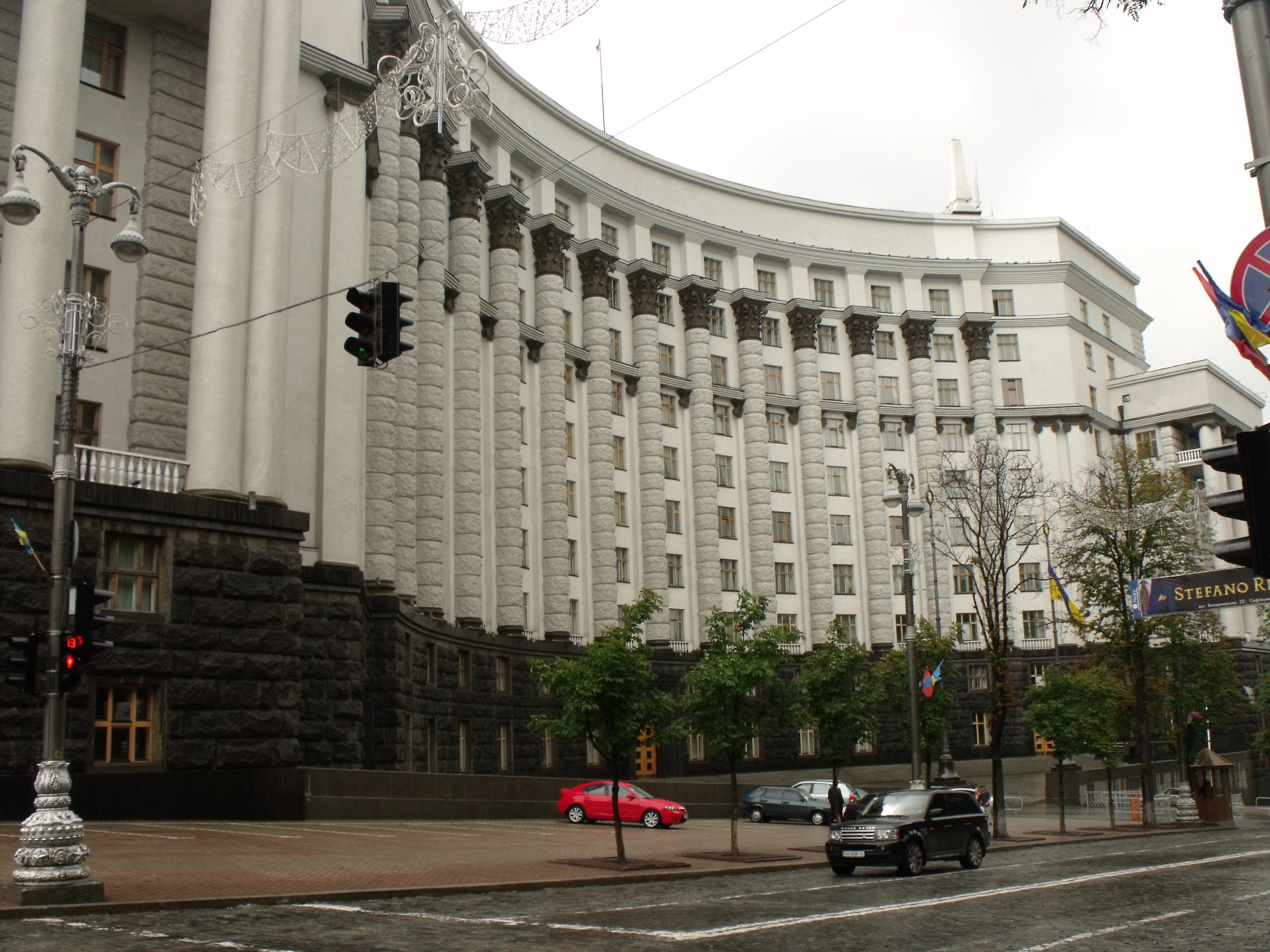
Regierungsgebäude der Ukraine in Kiew, seit 1991 Sitz des Ministerkabinetts.

Das Kabinett Hrojsman ist die am 14. April 2016 gebildete Regierung der Ukraine.
Wolodymyr Hrojsman, der bisherige Parlamentspräsident, der als Verbündeter von Präsident Poroschenko gilt, wurde nach dem angekündigten Rücktritt des bisherigen Ministerpräsidenten Arsenij Jazenjuk am 10. April 2016 mit der Regierungsbildung beauftragt,
und am 14. April 2016 in der Werchowna Rada mit 257 Stimmen der nominell 450 Abgeordneten zum Ministerpräsidenten gewählt. Mit demselben Votum wurde der Rücktritt Jazenjuks bestätigt.
Am selben Tag bestätigte das Parlament mit 239 Stimmen, auf Vorschlag des Ministerpräsidenten Wolodymyr Hrojsman, ein neues Ministerkabinett, dem ein mehrtägiger, teils chaotischer Streit um die Verteilung der Ministerposten vorausging, bei dem sich Hrojsman größtenteils gegenüber Poroschenko durchsetzte.

## Koalitionspartner
Die Regierungskoalition verfügt formal über 227 Stimmen und besteht aus dem Block Petro Poroschenko und der Narodnyj Front.

## Vorgeschichte
Bereits am 1. September 2015 verließ, aus Protest gegen eine Parlamentsabstimmung über eine Verfassungsänderung, mit der Radikale Partei Oleh Ljaschkos, einer der Koalitionspartner das zweite Kabinett Jazenjuk.
Anfang Februar 2016 trat dann der Wirtschaftsminister Aivaras Abromavičius auf Grund des zunehmenden Drucks durch Ihor Kononenko, den ersten Stellvertreter des Vorsitzenden der Fraktion Block Petro Poroschenko, den Abromavičius als die treibende Kraft von Korruptionsintrigen sieht, sowie der wegen seiner Ansicht nach schleppenden Korruptionsbekämpfung durch die Regierung, zurück.
Am 16. Februar 2016 verlangte Präsident Poroschenko eine Kabinettsumbildung von Ministerpräsident Jazenjuk, dem seit längerem die Nähe zu Oligarchen und das Verschleppen von Reformen vorgeworfen wird. Am Abend desselben Tages überstand Jazenjuk ein Misstrauensvotum in der Werchowna Rada, jedoch verließen die Allukrainische Vereinigung „Vaterland“ von Julija Tymoschenko und die liberale „Selbsthilfe“ (Samopomitsch) in den folgenden Tagen die Regierungskoalition, womit die Regierung Jazenjuk keine parlamentarische Mehrheit mehr besaß. Am 10. April 2016 kündigte Jazenjuk in einer Fernsehansprache seinen Rücktritt als Ministerpräsident an.

## Zusammensetzung des Kabinetts
| Logo                                                            | Portfolio                                                                                                  | Minister                                         | Foto | Parteizugehörigkeit                                          | Amtszeit                        |
| --------------------------------------------------------------- | --- | ------------------------------------------------ | ---- | ------------------------------------------------------------ | ------------------------------- |
|                                                                 | Ministerpräsident                                                                                          | Wolodymyr Hrojsman                               |      | Block Petro Poroschenko (BPP)                                | 14. April 2016 –                |
|                                                                 | Erster Vize-Ministerpräsident und Minister für Ökonomische Entwicklung und Handel                          | Stepan Kubiw                                     |      | BPP                                                          | 14. April 2016 –                |
|                                                                 | Vizeministerpräsident und Minister für Regionalentwicklung, Bauwirtschaft und kommunale Wohnungswirtschaft | Hennadij Subko                                   |      | BPP                                                          | 2. Dezember 2014 –              |
|                                                                 | Vizeministerpräsident für humanitäre Fragen                                                                | Wjatscheslaw Kyrylenko                           |      | Volksfront                                                   | 14. April 2016 –                |
|                                                                 | Vizeministerpräsident für Fragen der zeitweilig okkupierten Territorien und Binnenflüchtlinge              | Wolodymyr Kistion                                |      | BPP                                                          | 14. April 2016 –                |
|                                                                 | Vizeministerpräsident, Minister für europäische und euro-atlantischen Integration der Ukraine              | Iwanna Klympusch-Zynzadse                        |      | BPP                                                          | 14. April 2016 –                |
|                                                                 | Vizeministerpräsident für Fragen der Sozialpolitik                                                         | Pawlo Rosenko                                    |      | BPP                                                          | 14. April 2016 –                |
|                                                                 | Außenminister                                                                                              | Pawlo Klimkin                                    |      | BPP                                                          | 2. Dezember 2014 – 17. Mai 2019 |
|                                                                 | Innenminister                                                                                              | Arsen Awakow                                     |      | Volksfront                                                   | 2. Dezember 2014 –              |
|                                                                 | Minister für Bildung und Wissenschaft                                                                      | Lilija Hrynewytsch                               |      | Volksfront                                                   | 14. April 2016 –                |
|                                                                 | Finanzminister                                                                                             | Oleksandr Danyljuk                               |      | BPP                                                          | 14. April 2016 – 8. Juni 2018   |
| Oksana Markarowa                                                | Finanzminister                                                                                             |                                                  | /    | seit 8. Juni 2018 kommissarisch, ab 22. November 2018 im Amt |                                 |
|                                                                 | Justizminister                                                                                             | Pawlo Petrenko                                   |      | Volksfront                                                   | 2. Dezember 2014 –              |
|                                                                 | Verteidigungsminister                                                                                      | Stepan Poltorak                                  |      | BPP                                                          | 14. Oktober 2014 – 20. Mai 2019 |
|                                                                 | Minister für Ökologie und Naturressourcen                                                                  | Ostap Semerak                                    |      | Volksfront                                                   | 14. April 2016 –                |
|                                                                 | Minister für Informationspolitik                                                                           | Jurij Stez                                       |      | BPP                                                          | 2. Dezember 2014 –              |
|                                                                 | Minister für Kultur                                                                                        | Jewhen Nyschtschuk                               |      | Volksfront                                                   | 14. April 2016 –                |
|                                                                 | Minister für Agrarpolitik und Lebensmittel                                                                 | Taras Kutowyj                                    |      | BPP                                                          | 14. April 2016 –                |
|                                                                 | Minister für Energiewirtschaft und Kohleindustrie                                                          | Ihor Nassalyk                                    |      | BPP                                                          | 14. April 2016 –                |
|                                                                 | Minister für Infrastruktur                                                                                 | Wolodymyr Omeljan Володимир Володимирович Омелян |      | BPP                                                          | 14. April 2016 –                |
|                                                                 | Minister für Sozialpolitik                                                                                 | Andrij Rewa Андрій Олексійович Рева              |      | BPP                                                          | 14. April 2016 –                |
|                                                                 | Minister beim Ministerkabinett                                                                             | Oleksandr Sajenko Олександр Сергійович Саєнко    |      | BPP                                                          | 14. April 2016 –                |
|                                                                 | Minister für die zeitweilig besetzten Gebiete und Binnenvertriebene in der Ukraine                         | Wadym Tschernysch Вадим Олегович Черниш          |      | BPP                                                          | 14. April 2016 –                |
|                                                                 | Minister für Jugend und Sport                                                                              | Ihor Schdanow Ігор Олександрович Жданов          |      | Volksfront                                                   | 2. Dezember 2014 –              |
|                                                                 | Minister für Gesundheitsschutz                                                                             | geschäftsführend Oleksandr Kwitaschwili          |      | /                                                            | 14. April 2016 – 27. April 2016 |
| kommissarisch Wiktor Schafranskyj Віктор Вікторович Шафранський | Minister für Gesundheitsschutz                                                                             |                                                  | /    | 27. April 2016 – 27. Juli 2016                               |                                 |
| kommissarisch Uljana Suprun Уляна Надія Супрун                  | Minister für Gesundheitsschutz                                                                             |                                                  | /    | 1. August 2016 –                                             |                                 |

### Weitere wichtige Ämter
| Logo          | Portfolio                              | Amtsträger     | Foto | Parteizugehörigkeit | Bemerkung                                                |
| ------------- | -------------------------------------- | -------------- | ---- | ------------------- | -------------------------------------------------------- |
|               | Parlamentspräsident der Werchowna Rada | Andrij Parubij |      | Volksfront          | Mitglied im Nationalen Sicherheits- und Verteidigungsrat |
|               | Generalstaatsanwalt                    | Jurij Sewruk   |      | –                   | kommissarisch 3. April 2016- 12. Mai 2016                |
| Jurij Luzenko | Generalstaatsanwalt                    |                | –    | seit 12. Mai 2016   |                                                          |